# 李芳 (永樂乙未進士)
李芳（14世纪—15世纪？），字彥芳，河南承宣布政使司汝寧府潁上縣（今安徽省潁上縣）人，明朝官员，同進士出身。

## 生平
永樂十三年，登進士，改庶吉士，授邢科給事中。李芳經常上奏彈劾別人，人們稱他與紀綱相比。久之，明宣宗厭惡其為人，貶為海鹽丞。李芳辭官離去。